# Wolfgang Leininger
Wolfgang Leininger (* 18. August 1954 in Auggen) ist Professor für Volkswirtschaftslehre an der Technischen Universität Dortmund.

## Leben
Leininger studierte Mathematik und Volkswirtschaftslehre an den Universitäten Mannheim und Bonn. Er wurde an der London School of Economics and Political Science promoviert. Leininger habilitierte sich 1988 in Bonn. Seit 1989 ist er Professor für Volkswirtschaftslehre an der Technischen Universität Dortmund. Außerdem war er als Gastprofessor an den Universitäten Stockholm, Boston und Maryland tätig.

## Forschung und Auszeichnungen
Sein Forschungsgebiet ist die Wirtschaftstheorie, insbesondere Mikroökonomische Theorie, Spiel- und Konflikttheorie und deren Anwendungen in Industrieökonomik, Public Choice und Social Choice Theory. 2011 bekam Leininger zusammen mit Kai Konrad den Duncan Black Prize für eine Arbeit über Normen und nicht-kooperative Bereitstellung von öffentlichen Gütern verliehen. 2013 erhielt Leininger die Werner-Heisenberg-Medaille der Alexander von Humboldt-Stiftung.